# Rosie (musical)
Rosie is een musical gebaseerd op het historisch drama over Rosie Boote, geschreven door Sam Babenia en met de muziek en teksten van Chris Broom.

## Geschiedenis
De muziek werd reeds opgenomen in 2023 en werd op 1 maart 2024 uitgebracht als Rosie The Musical – Original Studio Cast onder het label van Cavendish Records. Voor de hoofdrollen figureren Lucy Thomas als Rosie en Will Callan als Geoffrey, beide bekend als deelnemers aan de The Voice Kids UK editie 2018. De musical Rosie gaat in 2024 in première in Engeland.

## Verhaal
Deze musical verbeeldt het leven van juffrouw Rosie Boote die vele tegenslagen overwon om uiteindelijk haar droom, om een ster van het West End Theatre in het Victoriaans Londen te worden, realiseerde.
De Engelse Rosie groeide na de dood van haar vader op in een klooster in Ierland. Op latere leeftijd vertrok ze naar Londen om daar haar droom na te streven. Rosie's verloving met een cavalerieofficier veroorzaakte er verontwaardiging onder de gevestigde orde. Haar veerkracht bij het overwinnen van vooroordelen en het nooit opgeven van haar dromen is de rode draad door het verhaal.

## Muziek
- One Day - Lucy Thomas
- Dear Lord We thank You For This Day - Lucy Thomas en St. Bedes Catholic School Ormskirk Chamber Choir
- Suddenly - Lucy Thomas
- Starlight - Lucy Thomas
- Gentle Breeze - Lucy Thomas
- Romano's - Louise Ashdown, Sarah Keirle, Lorna Day en Kantos Chamber Choir
- I Still Believe In Love - Desmonda Cathabel
- Above The Clouds - Lucy Thomas and Will Callan
- Our Homeland - Andrew Morton, Graham Mckusker en Kantos Chamber Choir
- Broken Dreams - Lucy Thomas
- Hold On - Lucy Thomas and Will Callan
- We Can Change The World - Lucy Thomas en Kantos Chamber Choir